# James Hillman
James Hillman (Atlantic City, 12 aprile 1926 – Thompson, 27 ottobre 2011) è stato uno psicoanalista, saggista e filosofo statunitense.
Psicologo analista junghiano, è stato autore di numerose opere e saggi in materia.

## Biografia
Nato in una famiglia ebraica, americano di nascita ma europeo di cultura, ha partecipato alla seconda guerra mondiale nella sanità militare della Marina americana (1944-1946) e come cronista della radio militare (US Forces Network) in Germania. Ha frequentato la Sorbona e nel 1950 si è laureato with First Class Honors al Trinity College di Dublino. Dopo un viaggio in India dal 1952 al 1953, ha praticato privatamente la medicina fino al 1955. Nel 1959 ha ottenuto il Ph.D. all'Università di Zurigo, Summa cum laude, e il diploma di analista al C.G. Jung Institute, divenendo nello stesso anno Director of Studies, incarico che manterrà fino al 1969. Nel 1960 ha pubblicato a Londra il suo primo lavoro importante: Emotion: A Comprehensive Phenomenology of Theories and Their Meanings for Therapy. Nel 1966 ha cominciato a partecipare alle conferenze annuali di Eranos ad Ascona: contribuirà con 15 lavori, fino al 1989. Nel 1970, con l'ingresso nella Spring Publications, Hillman esce dallo studio da psicoterapeuta e rende pubblica la visione della psicologia analitica (e della psicologia tout court) che è venuto maturando: lo scenario dell'intervento psicologico non può più essere solo quello del terapeuta di fronte al paziente; è necessario invece che la psicologia diventi una terapia delle idee, e non più solo di singole persone. È stato sposato fino alla propria morte con Margot Mc Lean Hillman con la quale ha avuto il figlio Laurence e le figlie Carola, Julia e Susanne.
Nel 1970, abbandonata la carica accademica, diventa direttore della Spring Publications, casa editrice specializzata nella traduzione e diffusione di opere junghiane.
Queste teorie - che egli definirà psicologia archetipale - non passano senza scandalo, nella comunità degli psicologi analisti junghiani europei ma Hillman procede per la sua strada, e le sue idee sul lavoro psicologico troveranno seguito, nel tempo, non solo tra accademici, studenti, clinici, ma anche tra artisti, scrittori e operatori sociali. Hillman si va convincendo che l'America ha più bisogno di (e interesse per) lui, che non l'Europa. Così nel 1978, dopo più di trent'anni di Europa, l'americano Hillman torna negli USA, trasferendosi, con la Spring Publications, prima a Dallas (Texas), dove fonda il Dallas Institute of Humanities and Culture, e poi a Thompson (Connecticut) nel 1984. Nel 1992 l'Università di Notre Dame, nell'Indiana, gli dedica un Festival of Archetypal Psychology, che dura 6 giorni, con 500 partecipanti.
Negli Stati Uniti, Hillman non smette di pensare, di scrivere e di supervisionare il training di analisti junghiani, e continua comunque a mantenere forti legami con l'Europa, insegna nelle università di Yale, Syracuse, Chicago e Dallas, e, seguendo il filo delle proprie riflessioni, si dedica anche ad attività di animazione culturale, rivolta a vari aggregati sociali: architetti, educatori, operatori sociali, artisti. Figura non riducibile in schemi accademici nonostante i titoli curriculari, letterato, ormai più filosofo che psicologo, Hillman è riuscito a evidenziare e a far condividere la necessità, per l'uomo postmoderno, di riconoscere e coltivare le connessioni mentali e psicologiche che lo legano alle sue radici culturali antiche, o addirittura arcaiche - e non solo in quanto singolo portatore di turbamenti e patologie dell'anima, ma in quanto componente di una società non meno turbata e patologica di lui.

## La psicologia archetipica o archetipale
Nel 1970 (Jung era morto da 9 anni) Hillman assunse la direzione della Spring Publications, che allora aveva sede a Zurigo. Fu questo il punto di manifestazione della rielaborazione della psicologia analitica che egli andava conducendo, e la casa editrice ne divenne il centro. Il discorso sugli archetipi non era un'invenzione di Hillman. Era stato già aperto da Jung, negli anni trenta, quando aveva individuato in essi le forme primarie delle esperienze vissute dall'umanità nello sviluppo della coscienza. Pure forme, che stanno ai simboli come la figura geometrica del quadrato sta a una cornice (intesa come oggetto) quadrata, e che - così come le forme geometriche - sono condivise da tutta l'umanità, sedimentate nell'inconscio collettivo di tutti i popoli, senza alcuna distinzione di luogo e di tempo, si manifestano come simboli, e pre-esistono alla psiche individuale, che organizzano.
La novità del punto di vista di Hillman - l'aspetto rivoluzionario della sua psicologia - è stata nell'intenzione di portare l'analisi fuori da un rapporto a due medicalizzato e nella scelta di polarizzare l'attività psicologica e psicoanalitica su due nuovi centri dinamici: l'anima e l'archetipo. Come scriveva più tardi in Re-visione della psicologia (Re-visioning Psychology, 1975), "La terapia, o l'analisi, non è solo qualcosa che gli analisti fanno ai pazienti, essa è un processo che si svolge in modo intermittente nella nostra individuale esplorazione dell'anima, negli sforzi per capire le nostre complessità, negli attacchi critici, nelle prescrizioni e negli incoraggiamenti che rivolgiamo a noi stessi. Nella misura in cui siamo impegnati a fare anima, siamo tutti, ininterrottamente, in terapia."
Quanto agli archetipi, Hillman li definisce nella stessa occasione come «i modelli più profondi del funzionamento psichico, come le radici dell'anima che governano le prospettive attraverso cui vediamo noi stessi e il mondo. Essi sono le immagini assiomatiche a cui ritornano continuamente la vita psichica e le teorie che formuliamo su di essa». Essi possono essere raggiunti anche attraverso l'analisi dei sogni, il cui "mondo infero" ci ricollega alle "ombre universali" dell'inconscio collettivo.

## Il "fare anima"
Gli archetipi costituiscono dunque la radice dei miti. E i miti sono le figure nelle quali si incanala e si esprime l'energia dell'anima, delle singole anime viventi: in alcuni casi e situazioni queste figure si impadroniscono del loro ospite, e lì nasce l'alienazione, cioè la perdita di sé. Il codice dell'anima porta come sottotitolo "Carattere, vocazione, destino". La nozione di anima che Hillman reintroduce nella cultura psicologica occidentale, ma anche nella storia, traendola fuori dal linguaggio poetico e religioso nel quale era stata confinata dopo il neoplatonismo rinascimentale, è fortemente connessa al mito, che in essa trova il proprio luogo di manifestazione ininterrotto, e rivaluta fortemente l'immaginazione. Concludendo La vana fuga dagli dèi, egli definisce così questo nuovo uomo: «Attraverso la forza dell'immagine, che si esprime come sintomo […] l'uomo naturale, che si identifica con lo sviluppo armonico, l'uomo spirituale, che si identifica con la perfezione trascendente, e l'uomo normale, che si identifica con l'adattamento pratico e sociale, deformati, si trasformano nell'uomo psicologico, che si identifica con l'anima».
Le patologie dell'anima, che sono l'oggetto della psicologia clinica, manifestano in realtà i problemi di adattamento della singola psiche alle richieste e alle pressioni del luogo sociale e storico in cui il suo portatore si trova ad agire, e i conflitti tra "carattere, vocazione, destino" del singolo e quelli della collettività in cui egli vive. Ma se riconosco il mito che "mi" agisce, questo è il primo passo per ricostruire il mio rapporto con la realtà. Questo pensiero ha come corollario che non si possa tendere ad alcuna "guarigione", nel lavoro psicoanalitico, ma piuttosto al riconoscimento dei miti fondanti della singola personalità, e alla loro integrazione nell'ininterrotto lavoro dell'anima individuale - nel suo Sé, avrebbe detto Jung.
Un aspetto interessante della psicologia di Hillman è appunto la sua attenzione, accentuatasi dal ritorno negli Stati Uniti, alla manifestazione del mito nella società moderna, sia nell'esperienza dei singoli che nelle opinioni collettive. Gli dei non sono scomparsi, benché noi abbiamo creduto di essercene disfatti. Per esempio, «Ermes-Mercurio oggi è dovunque. Vola per l'etere, viaggia, telefona, è nei mercati, e gioca in borsa, va in banca, commercia, vende, acquista, e naviga in Rete. Seduto davanti al computer, te ne puoi stare nudo, mangiare pizza tutto il giorno, non lavarti mai, non spazzare per terra, non incontrare mai nessuno, e tutto questo continuando a essere connesso via Internet. Questa è Intossicazione Ermetica».

## La patologizzazione e il problema del male
Partendo dall'affermazione di Jung: “gli dei sono diventati malattie”, Hillman in Ananke e Atena introduce il concetto di "patologizzazione", quale autonoma capacità della psiche di creare malattia, stati morbosi, anormalità e sofferenza negli esseri umani.
Questi stati possono evidenziare, attraverso la fantasia, l'immaginazione, i sogni e gli stati alterati di coscienza fino a veri e propri stati ossessivi o paranoidi, forti e riconoscibili elementi mitologici, i quali veicolano figure archetipali esprimibili in ultima istanza come dèi, nel mondo occidentale principalmente rappresentati dai personaggi del pantheon greco.
Sono note tramite la letteratura del periodo sia le attribuzioni e le sfere di influenza prevalenti di ogni singola divinità greca (ma non solo, anche quelle di altre tradizioni e culture), come pure le loro manifestazioni estreme: tradimenti, battaglie, generazione di carestie e pestilenze, violenze efferate, vendette spietate, sino a furti e truffe, seduzioni contro la volontà del sedotto ecc.
È da rilevare che queste manifestazioni possono aver luogo tra umani "posseduti" temporaneamente da una divinità, a opera di un dio verso uno o più terrestri, con motivazioni più o meno accettabili o puramente arbitrarie, al limite nella totale incolpevolezza degli umani coinvolti, trattandosi di diatribe tra dèi (Demetra che inaridisce i raccolti come ritorsione per il ratto di Persefone a opera di Ade).
Tutto ciò realizza secondo Hillman, l'"infirmitas dell'archetipo", ovvero la psicologia anormale degli dèi, in perfetta analogia con la patologizzazione che, come dimostrato non appartiene solo agli umani; e allora, noi siamo in armonia con gli archetipi sia quando siamo tormentati, o agiamo i peggiori impulsi, sia quando ci troviamo in benefici stati di trascendenza.
Di grande portata sono le conclusioni a cui conduce questa visione:
1. La guarigione necessita della integrale comprensione dell'archetipo in azione nella persona sofferente, altrimenti ci si arresta a sterili giudizi clinici, o moralistici;
2. La proiezione degli elementi negativi e di ombra in una figura che assomma tutto il distruttivo e patologico possibile (il Diavolo) è erronea, in quanto negli archetipi esistenti  questi elementi coesistono con quelli positivi;
3. Il Peccato Originale si spiega con il peccato degli Originali. Le nostre anormalità rispecchiano le anormalità originarie degli dèi le quali, essendo antecedenti, rendono le nostre possibili.

Esiste una possibilità di superamento definitivo della sofferenza portata dall'infirmitas degli archetipi?
Su questo punto, Jung appare più aperto di Hillman. Il concetto del Sé quale punto unificante dello psichismo individuale e di superamento degli opposti tra i quali è (può essere) lacerata la coscienza soggettiva lascia intravedere questa possibilità, una volta raggiunta e mantenuta l'esperienza del Sé; inoltre, Jung affermava di non avere fede in Dio ma di sapere della sua esistenza per esperienza diretta e, dato che nel corso della sua vita aveva studiato il misticismo orientale, e avuto accesso a pratiche meditative, conosceva gli stati estatici propri di queste esperienze.
Hillman dal canto suo, sino ai suoi ultimi giorni  ha sostenuto il primato della mente, della consapevolezza, dell'attenzione, dell'anima (il fattore umano sconosciuto che dà significato agli eventi) quali strumenti personali necessari a orientarsi nella Psiche nella quale siamo tutti immersi; riduceva la reincarnazione a uno dei tanti miti esistenti e sostanzialmente non era interessato ad appurarne empiricamente la veridicità, come non era interessato a esprimere valutazioni sulle basi delle varie religioni. Di fronte al dolore, adottava di fatto un atteggiamento stoico, evidenziando l'equazione: dolore = ferita = apertura, apertura vista come possibilità di acquisire ulteriore conoscenza.

## Opere in italiano
- Commento psicologico a Krishna Gopi, Kundalin: l'energia evolutiva nell'uomo (Kundalini the Evolutionary Energy in Man), trad. Paolo Colombo, Ubaldini, Roma 1971, ISBN 88-34-00234-2.
- Il suicidio e l'anima (Suicide and the Soul, 1964), trad. Aldo Giuliani, Astrolabio-Ubaldini Editore, 1972; 19992 ISBN 8834000706; trad. Adriana Bottini, Adelphi, Milano 2010 ISBN 978-88-459-2460-6.
- Senex et puer e Il tradimento (Senex and Puer, 1964; Betrayal, 1967), trad. Matelda Giuliani Talarico, Marsilio, Venezia, 1973, 19792 Introduzione di Robert Grinnell, ISBN 88-31-75350-9. [riconfluito come parte di Puer aeternus]
- Saggio su Pan (An Essay on Pan, 1972), trad. Aldo Giuliani, Adelphi, Milano, 1977, 19822 ISBN 88-45-90336-2.
- Il mito dell'analisi (The Myth of Analysis, 1972), trad. Aldo Giuliani, Adelphi, Milano, 1979, 19842 19913 ISBN 8845908585; 20124 ISBN 978-88-459-2704-1.
- Re-visione della psicologia (Re-visioning Psychology, 1975), trad. Aldo Giuliani, Adelphi, 1983, 19922 ISBN 8845905446
- Il nuovo politeismo: la rinascita degli dèi e delle dee (Psychology, in The New Polytheism, con David L. Miller, 1981), Prefazione di Henry Corbin, a cura di Bianca Garufi, Edizioni di Comunità, Milano, 1983.
- Intervista su amore anima e psiche, a cura di Marina Beer, Laterza, Bari, 1984, ISBN 88-42-02245-4.
- Il sogno e il mondo infero (The Dream and the Underworld, 1979), a cura di Bianca Garufi, trad. Paola Donfrancesco, Edizioni di Comunità, Milano, 1984, ISBN 88-24-50196-6; Il Saggiatore, Milano, 1988, ISBN 88-04-31214-9, 19962 ISBN 8842802840; trad. Adriana Bottini, Adelphi, Milano 2003 ISBN 978-88-459-1818-6.
- Le storie che curano: Freud, Jung, Adler (Healing Fiction, 1983), trad. Milka Ventura e Paola Donfrancesco, Raffaello Cortina Ed., Milano, 1984, ISBN 88-70-78030-9; Prefazione di Luigi Zoja, Raffaello Cortina, 2021, ISBN 978-88-328-5325-4.
- Trame perdute (Loose Ends: Primary Papers in Archetypal Psychology, 1975), Raffaello Cortina Ed., Milano, 1985 ISBN 88-70-78036-8.
- La cucina del dottor Freud (Freud's Own Cookbook, 1985) (con Charles Boer), trad. Vittorio Serra Boccara, Raffaello Cortina Ed., Milano 1986 ISBN 88-70-78062-7.
- Saggi sul Puer, trad. Bianca Garufi, a cura di Pierre Denivelle e F. Donfrancesco, Milano, Raffaello Cortina Ed., 1988, ISBN 88-70-78108-9; Collana Temi, Raffaello Cortina, 2021, ISBN 978-88-328-5365-0.
- Anima. Anatomia di una nozione personificata (Anima: an Anatomy of a Personified Notion, 1985), Adelphi, Milano 1989 ISBN 8845907147; 2002 ISBN 8845917177 ISBN 9788845917172
- La vana fuga dagli dei (On Paranoia, 1986; On the Necessity of Abnormal Psichology; Ananke and Athena), trad. Adriana Bottini, Adelphi, Milano 1991 ISBN 8845908119
- Animali del sogno, Raffaello Cortina Ed., Milano 1991
- Il piacere di pensare, conversazione con Silvia Ronchey, Rizzoli, Milano 1991; 20042 ISBN 8817003360, 20053 ISBN 8817868485
- Variazioni su Edipo, con Károly Kerényi, Raffaello Cortina Ed., Milano 1992 ISBN 887078195X
- Cento anni di psicoterapia e il mondo va sempre peggio (We've Had a Hundred Years of Psychotherapy), con Michael Ventura, trad. di Paola Donfrancesco, Garzanti, Milano, 1993, ISBN 881173827X; Raffaello Cortina Ed., Milano, 1998, ISBN 8870785076; 2005 ISBN 8817006556 ISBN 8817010693
- L'anima del mondo e Il pensiero del cuore. La tradizione dell'umanesimo italiano alle radici della psicologia archetipica (Plotinus, Ficino and Vico as Precursors of Archetypal Psychology; The Thought of the Heart; Anima mundi), trad. di Paola Donfrancesco, a cura di Francesco Donfrancesco, postfazione di Paulo Barone, Garzanti, Milano, 1993, ISBN 8811598397; trad. di Adriana Bottini, Adelphi, Milano, 2002, ISBN 884591710X ISBN 9788845917103
- Forme del potere (Kinds of Power: A Guide to Its Intelligent Uses), trad. Paola Donfrancesco, Garzanti, Milano, 1996, ISBN 8811738504; come Il potere. Come usarlo con intelligenza, Rizzoli, Milano 2002 ISBN 8817870048, 20042 ISBN 8817107999
- Oltre l'umanesimo, a cura di Francesco Donfrancesco, Moretti & Vitali, Bergamo 1996 ISBN 8871860640; 20012 ISBN 8871861876
- Fuochi blu (A Blue Fire, 1990), a cura di Thomas Moore, trad. Adriana Bottini, Adelphi, Milano 1996 ISBN 8845912329
- Il codice dell'anima: carattere, vocazione, destino (The Soul's Code, 1996), trad. Adriana Bottini, Adelphi, Milano 1997 ISBN 8845913171 ISBN 9788845913174
- Puer aeternus (Senex and Puer: An Aspect of the Historical and Psychological Present), trad. Adriana Bottini, Adelphi, Milano 1999 ISBN 8845914453 ISBN 9788845914454
- Politica della bellezza, a cura di Francesco Donfrancesco, trad. Paola Donfrancesco, Moretti & Vitali, Bergamo 1999 ISBN 8871861388
- L'anima del mondo. Conversazione con Silvia Ronchey, Rizzoli, 2000; 20042 ISBN 8817126063
- La forza del carattere: la vita che dura (The Force of Character), trad. Adriana Bottini, Adelphi, Milano 2000 ISBN 9788845921384
- La politica della bellezza, Moretti & Vitali, 2000
- Prefazione a Francesco Donfrancesco, Una poetica dell'analisi, Moretti & Vitali, Bergamo 2000 ISBN 887186168X
- Introduzione a Arcipelago malinconia: scenari e parole dell'interiorità, a cura di Biancamaria Frabotta, Donzelli, Roma 2001 ISBN 887989594X
- L'incubo globale: prospettive junghiane a proposito dell'11 settembre, con altri, a cura di Luigi Zoja, trad. Luciano Perez, Moretti & Vitali, Bergamo, 2002, ISBN 88-71-86213-9.
- Il linguaggio della vita (Inter Views, 1983), con Laura Pozzo, trad. Stefano Galli, Rizzoli, Milano, 2005, ISBN 88-17-00627-0.
- L'anima dei luoghi, con Carlo Truppi, Rizzoli, Milano, 2004, ISBN 88-17-00197-X.
- Caro Hillman... Venticinque scambi epistolari con James Hillman, a cura di Riccardo Mondo e Luigi Turinese, Bollati Boringhieri, Torino, 2004, ISBN 88-33-91436-4.
- Un terribile amore per la guerra (A Terrible Love of War, 2004), trad. Adriana Bottini, Adelphi, Milano, 2005, ISBN 88-45-91954-4.
- Il paesaggio. Una ricerca psicologica (lezione di James Hillman, Pavia, 2 aprile 2006), Ed. Cardano, Pavia 2006 ISBN 88-88-93626-2.
- La giustizia di Afrodite (Aphrodite's Justice), a cura di Silvia Ronchey e Eros Asklepios, La Conchiglia, Capri 2008 ISBN 978-88-609-1097-4.
- Il sapere dell'anima (Festival di filosofia, 14 settembre 2007), trad. Antonio Gurrado, Fondazione Collegio San Carlo, Reggio Emilia, 2008.
- Gli stili del potere, Prefazione di Silvia Ronchey, trad. Paola Donfranceco, BUR, Milano 2009 ISBN 978-88-170-3329-9.
- La ricerca interiore (Insearch), trad. Paola Donfrancesco, Moretti & Vitali, Bergamo, 2010, ISBN 978-88-718-6468-6.
- Psicologia alchemica, trad. Adriana Bottini, Adelphi, Milano 2013 ISBN 978-88-459-2799-7.
- Presenze animali, trad. di Alessandra Serra e David Verzoni, Adelphi, Milano, 2016, ISBN 978-88-459-3082-9.
- J. Hillman-Silvia Ronchey, L'ultima immagine, Collana Saggi italiani, Milano, Rizzoli, 2021, ISBN 978-88-171-5889-3.
- Psicologia alchemica, Collana Voci, Roma, Treccani, 2021, ISBN 978-88-120-0936-7.

## Curiosità
La copertina del libro Caro Hillman … Venticinque scambi epistolari con James Hillman, pubblicato per la prima volta nel 2004 da Bollati Boringhieri, contenente venticinque lettere scritte a James Hillman, riporta un dipinto del filosofo statunitense realizzato da Franco Battiato.